# Halichoeres podostigma
Halichoeres podostigma (Bleeker, 1854) è un pesce di acqua salata appartenente alla famiglia Labridae.

## Distribuzione e habitat
Proviene dalle barriere coralline delle Filippine e dell'Indonesia. Nuota intorno ai 10 m di profondità in zone ricche di coralli e Idrozoi. È una specie costiera che si incontra facilmente anche nelle zone con fondali sabbiosi.

## Descrizione
Presenta un corpo allungato, leggermente compresso sui fianchi e con la testa dal profilo appuntito. La lunghezza massima registrata è di 18,5 cm.
Gli esemplari più giovani si distinguono dagli adulti per la pinna caudale tendente al verde pallido e le striature bianche sulla testa. Le femmine hanno una colorazione non particolarmente appariscente, rosa tendente al marrone sulla testa e scura su tutto il corpo eccetto il ventre bianco. La pinna caudale è chiara, sulle pinne pelviche sono presenti delle macchie nere. Le pinne pelviche dei maschi adulti sono molto più allungate. Gli esemplari maschili presentano inoltre striature rossastre sulla testa, che è verde.

## Biologia

### Comportamento
È prevalentemente solitario.

### Riproduzione
È oviparo e la fecondazione è esterna. Non ci sono cure nei confronti delle uova.

## Conservazione
Questa specie viene raramente catturata per essere allevata in acquario ed è diffusa in diverse aree marine protette, quindi la lista rossa IUCN la classifica come "a rischio minimo" (LC).